# Peinaleopolynoe santacatalina
Peinaleopolynoe santacatalina är en ringmaskart som beskrevs av Pettibone 1993. Peinaleopolynoe santacatalina ingår i släktet Peinaleopolynoe och familjen Polynoidae. Inga underarter finns listade i Catalogue of Life.